# 오스트레일리아 상원
오스트레일리아 상원(영어: Australian Senate)은 오스트레일리아 하원과 함께 오스트레일리아 의회를 구성하고 있다.

## 같이 보기
- 2019년 오스트레일리아 의회 선거